# 海の底
『海の底』（うみのそこ）は有川浩による小説作品。2005年6月にメディアワークスより出版、角川書店より発売された。著者の自衛隊三部作の「海」に当たる。
桜祭りで一般に開放された横須賀米軍基地に突如海から巨大生物の大群が襲来し、次々と人を襲う。自衛隊員2人は逃げ遅れた子供たちを連れ、米軍基地内に停泊していた海上自衛隊の潜水艦で籠城することになる。市民の犠牲も省みず爆撃を画策する米軍、政治的判断を優先させる内閣、警察上層部の思惑を背景に潜水艦に取り残された者、民間人救出に奔走する自衛隊、機動隊、警察の対策本部といったさまざまな視点から描かれ、事件発生から収束までの6日間の物語が進んでいく。
第三者としてネット上の小コミュニティの電子掲示板参加者の動向も大きなファクターになっているのが特徴。マスコミも読者に事態の進行を告知し、登場人物らが情報を得るメディアとして登場するが、事件の解決には貢献せず、むしろ興味本位で事態を混乱させる存在として批判的に描かれている。

## あらすじ
米軍横須賀基地に停泊中の海上自衛隊潜水艦「きりしお」は、唐突な出航命令を受けた。予定になかったことから、大半の乗員が不在のままではあったが、ともあれ命令に従おうとした「きりしお」は、湾内に潜む何かに囲まれたことで身動きが取れなくなる。
艦を捨てての退去を決断した艦長以下の乗員が陸上に見たのは、人間大の巨体を持つザリガニのような甲殻類「レガリス」の大群が這い回る基地、そしてそれらに捕食される人々の姿だった。基地外への退路が完全に塞がれたことで、夏木大和三尉、冬原春臣三尉は救助した民間人の子供ら13名とともに「きりしお」内へ退避する。しかし、艦の停泊場所が米軍基地内であること、また湾内が甲殻類に埋め尽くされていることから早急な救助対応は望めず、「きりしお」は孤立した状況に置かれる。
「非常識事態」に戸惑いながらも、自衛隊への主導権移行には及び腰な警察。他国が基地施設に介入することをよしとしない米軍。対応が錯綜する中、やがて市街へ侵入した甲殻類の圧倒的な数と強靭な生命力、容赦ない襲撃に対して、市民救助のため前線に立つ神奈川県警機動隊は凄惨な戦いを強いられることになる。
一方、潜水艦内でも子供たちの間で軋轢がおこり、歪んだ人間関係があきらかになりはじめる。

## 甲殻類（レガリス）について
相模トラフの冷水湧出域で発見された新種の甲殻類で、ザリガニやイセエビを巨大化させたような外見と、拳銃弾程度ならば跳ね返す固い殻を持つ。元は全長2cmに満たない小型の甲殻類であったが、深海探査艇アルヴィンIIが採取したレガリスが事故によって沿岸域にばら撒かれたため、沿岸の豊富な栄養源を得たことによって、1m強から3m程までに急激に巨大化した。
実在するシナルフェウス・レガリスと同様、女王エビを中心としたコロニーを作って行動する真社会性生物である。正式な学名は与えられておらず、相模湾の深海で発見されたことから、研究者たちは「サガミ・レガリス」という通称で呼ぶほか、警察や自衛隊の関係者は、単に「レガリス」とも呼称する。世代交代のサイクルが一年未満と早く、環境適応能力が高い。外界の認識は赤外線探知器官をもって行う。通常状態での主食はシロウリガイ。
「群れの保存」に特化した極めて高い学習能力を有しており、自然死以外の死因によって死亡した個体から発せられる警戒臭を探知すると、外敵への警戒反応や群れの周囲に発生した異常の回避などの対応などを行うという習性がある。また、命の危機を感じた女王が発する音波に集まってくる習性があり、この音波が潜水艦が打つアクティブソナーのピンの音波と同じ波長であるため、横須賀を出港した米海軍の原潜が打ったピンに反応したレガリスの集団が横須賀に上陸し、新たに餌と見なした人間を捕食。海岸付近や基地内にいた自衛官や市民などが被害にあうこととなる。

## 登場人物

### 潜水艦に取り残された者たち
夏木 大和（なつき やまと）
海上自衛隊の実習幹部。階級は三尉でおやしお型潜水艦「きりしお」の乗組員。「有志による対テロ想定訓練」と称した行動の結果、艦内をパニックに落としいれ、罰として腕立てをやらされているところを事件に巻き込まれる。逃げている途中で、取り残されている望たちを見つけて保護し、艦内に立てこもる。女性と子供の扱いが苦手。しかし、根が真面目なため、たびたび問題を起こす圭介に本気で怒ることもある。一度、望の告白を断るが、5年後に望と再会することになり、同作者の『クジラの彼』にも番外編「有能な彼女」の中で望の恋人として登場する。
雑誌『ダ・ヴィンチ』2009年5月号の「有川浩徹底特集」における「有川ワールドなんでもランキング」の「好きなキャラBEST10」では、第8位。また、「好きなカップルBEST10」では望とともに第6位、2013年5月号の同ランキングでは第5位。
冬原 春臣（ふゆはら はるおみ）
夏木の同僚。同じく実習幹部で三尉。夏木と並ぶ屈指の問題児で、同じく引き起こした騒動の罰を受けているところを事件に巻き込まれる。女性と子どもの扱いには長けているため、閉じ込められた当初、子どもたちは冬原には気さくな態度で接している。しかし、性格は夏木ほど情が厚くなく、冷めているため、相手が子どもであろうが容赦はない。正論を述べる。同作者の『クジラの彼』にも登場している。
「有川ワールドなんでもランキング」の「好きなキャラBEST10」では、第6位タイ。また、「好きなカップルBEST10」では中峯聡子とともに第5位、2013年5月号の同ランキングでは第4位。
森生 望（もりお のぞみ）
潜水艦に取り残された未成年の一人。高校三年生。17歳で、子供たちの中では最年長で唯一の女性。4年前に事故で両親を亡くし、叔母夫婦の元で暮らしているが、養子縁組をしてもらえないことにコンプレックスを抱いている。しかし、夏木のおかげで解消することとなる。夏木大和と「出会い直す」ため、のちに技官として防衛省に就職。『クジラの彼』収録の後日談では、成人後の様子が語られている。
遠藤 圭介（えんどう けいすけ）
潜水艦に取り残された未成年の一人。中学校三年生で15歳。母親が住んでいる団地の主婦たちの間でボス的な存在であり、潜水艦に取り残された子供たちの中でもっとも幅を利かせている。家庭内においても支配的な母親の強い影響下にある。望をいびっており、艦内でもたびたび突っかかるため、夏木とも衝突を起こす。しかし、この事件を機に自分は望に好意を抱いていることを自覚し、母親からの離脱を決意することになる。
高津 雅之（たかつ まさゆき）
潜水艦に取り残された未成年の一人。中学三年生で14歳。圭介・茂久とともによくつるんでおり、圭介には逆らえない。
吉田 茂久（よしだ しげひさ）
潜水艦に取り残された未成年の一人。中学三年生で14歳。両親が飲食店を営んでおり、よく店の手伝いをする。初めは夏木・冬原・望の料理を黙って食べていたが、次第に我慢ができなくなり、夏木から「補給長」に任命され、閉じ込められていたあいだずっと朝・昼・晩と料理を作る。学業に費やす時間がなく、成績は悪いほうである。吉田茂にちなむ名前を圭介にからかわれ、コンプレックスがあったが夏木に一喝され解消される。そのことから、当初加わっていた圭介のグループから離脱する。
坂本 達也（さかもと たつや）
潜水艦に取り残された未成年の一人。中学二年生で13歳。哲平と行動を共にする。
木下 玲一（きのした れいいち）
潜水艦に取り残された未成年の一人。中学一年生で12歳。軍事オタク。父親が教育雑誌の編集者。
芦川 哲平（あしかわ てっぺい）
潜水艦に取り残された未成年の一人。中学一年生で12歳。達也と行動をともにする。
森生 翔（もりお かける）
潜水艦に取り残された未成年の一人。小学六年生で12歳。望の弟。両親の海での事故死のショックにより口を閉ざしたが、良くも悪くも圭介のおかげで口を開くことができるようになる。同作者の『クジラの彼』では、大学生になっており、夏木とも良関係が続いている。
中村 亮太（なかむら りょうた）
潜水艦に取り残された未成年の一人。小学六年生で11歳。
平石 龍之介（ひらいし りゅうのすけ）
潜水艦に取り残された未成年の一人。小学五年生で10歳。
野々村 健太（ののむら けんた）
潜水艦に取り残された未成年の一人。小学四年生で9歳。
西山 陽（にしやま あきら）
潜水艦に取り残された未成年の一人。小学四年生で9歳。
西山 光（にしやま ひかる）
潜水艦に取り残された未成年の一人。小学一年生で6歳。兄の名前と自分の名前で「陽光」となる。

### 警察関係者
明石 亨（あかし とおる）
神奈川県警警備部警備課所属、階級は警部。「警備のカミサマ」との異名をとる。上層部に対し、言いにくいことをはっきりと言うために嫌われ、冷や飯を食わされている。本人は丸くなったと思っているが、烏丸からは「現役」と評価される。事態発生を早急に察知、インターネットでの情報収集などに活躍。もともとは警視庁に所属していたようである。怪獣映画通でもあるらしく、「ゴジラ」をヒントに電撃による足止め作戦を指示したり、「ゴジラ」の登場人物と同じ名前ということで後述の芹澤を対策本部に採用したりする。
烏丸 俊哉 （からすま としや）
警察庁警備部参事官。階級は警視正で、警察庁より派遣された幕僚団の団長。警察上層部の扱いなどに長け、また防衛省などともパイプをもつようである。自他ともに認める「次期長官の秘蔵っ子」であり、その立場を最大限に利用する大胆な男。本書には参考文献として佐々淳行の3冊の著書が挙げられている。
滝野　錬太郎　(たきの　れんたろう)
神奈川県警察第一機動隊隊長。階級は警部で、レガリスの襲撃発生から撤退まで横須賀市内でレガリスから市民の救出、防衛線の警戒活動を第一機動隊を率いて活動。明石警部とは同期の仲間で、ふだんから明石からの無茶振りに応えているために上層部の覚えは悪いようである。
曽根　(そね)
神奈川県警察第二機動隊隊長。階級は警部。事件発生後は一次防衛戦の設定から撤退まで第二機動隊を率いて活動。
仁川（にがわ）
警視庁第一機動隊隊長。階級は警視。神奈川県警からの応援要請によって警視庁から派遣された機動隊の一部隊の隊長。
西宮（にしみや）
神奈川県警第一機動隊第一中隊中隊長。滝野の部下。
住之江（すみのえ）
神奈川県警第一機動隊第一中隊第一小隊長。滝野の部下。
魚崎（うおざき）
神奈川県警第一機動隊第一中隊第二小隊長。滝野の部下。
八幡　美津夫　（やはた　みつお）
神奈川県警地域課横須賀警察署本町交番所属。階級は巡査部長。勤続35年のベテラン警察官。米軍横須賀基地ゲートにて、群衆の交通整理中にレガリスの大群に遭遇。半狂乱し、持っていた拳銃を乱射し、跳弾に倒れた警備員を救護するため、レガリスに対して拳銃で抵抗するが、レガリスの脚が体を貫通し、そのままゲートと挟まれ瀕死の重傷を負う。その後、レガリスの体液を浴びていたため幸運にも捕食されず自力で這いつくばって汐留ダイエーまで移動し警戒中の機動隊員らにより救護され病院に搬送されるが、レガリスの体液が原因とみられる感染症を発症しており危篤状態となる。その先は描かれていない。

### 自衛隊関係者
川邊（かわなべ）
一等海佐。海上自衛隊潜水艦「きりしお」艦長。たびたび問題を起こす夏木・冬原を叱咤しつつ、内心では「有事の際に必要な人材」として目をかけている。子供達を「きりしお」に避難させる際、レガリスに襲われて死亡する。『クジラの彼』に登場する聡子の同僚の伯父であり、女性の少ない職場にいる部下にたびたび合コンをさせて、家庭を持たせようとしていた。

### その他関係者
芹澤 斉（せりざわ ひとし）
相模水産研究所所員。襲撃してきた甲殻類をサガミ・レガリスが巨大化したものと実証する。

## 登場兵器
きりしお
第2潜水隊群に所属するおやしお型潜水艦11番艦（架空艦）。作中のメイン舞台であり、終盤ではレガリスに対する攻勢に加わる。
現実のおやしお型潜水艦も11隻建造されたが、11番艦の艦名は「もちしお」であった。
UH-60J
きりしお艦内に孤立したメンバーの救出に派遣された救難ヘリコプター。孤立した民家などからの救出にも使用された。
CH-47
V-107
横須賀市内避難所からの避難に使用された大型ヘリコプター。
CH-53 スーパー・スタリオン
CH-46 シー・ナイト
在日米軍の大型輸送ヘリコプター。米軍横須賀基地からの人員避難のため全国からかき集められ、厚木基地や横田基地などに飛来する。
60式106mm無反動砲
レガリス掃討戦に使用。小型トラックに搭載され、封鎖区域ゲートを開放直後圧倒的な火力でレガリスの群れを粉砕。掃討戦の口火を切る。
73式装甲車
レガリス掃討戦に使用。車載機銃でレガリスを掃討。のち普通科隊員と共同して掃討戦を戦う。
96式40mm自動擲弾銃
レガリス掃討戦において搭載車両（詳細不明）が描かれている。
P-3C
レガリス掃討戦に使用。ソノブイで海底のレガリス探知支援を行う。
護衛艦隊
レガリス掃討戦にて対潜兵装でレガリスを殲滅する。ボフォース対潜ロケット砲が使用される。
ふゆしお
レガリスに対する殲滅戦のための誘導役として出動。熊野灘沖から横須賀に急行し、掃討戦の進展に歩調を合わせてレガリスの大群を相模湾へと誘導、殲滅戦の一翼を担う。　　　　　　　　　　　　　　　　　　　　　　　

## 陸上自衛隊隊員および警察の装備
89式5.56ｍｍ小銃
きりしおに取り残された民間人及び自衛官救出作戦時ヘリコプターに乗っていた陸上自衛隊レンジャー部隊隊員、レガリス掃討作戦に出動した陸上自衛隊普通科連隊が装備。
2、3回の三点バースト射撃をレガリスの頭部に浴びせるだけで、拳銃弾すら弾くレガリスを沈黙させる威力がある。
救出作戦時は自衛隊に武器使用許可が出ておらず、さらに報道ヘリがいたため発砲はされなかった。その後の掃討戦に使用される。
ガス筒
事態の鎮圧および市民の初期救出作戦時に飛び道具として機動隊員が使用する。対人用の催涙ガス弾を直撃させるだけなので威力は低く、さらに当然ながらガスを周囲にまき散らすので隊員らや市民に小規模な二次被害を引き起こすが、レガリスの陽動に大きく貢献する。
ネットガン
市民の初期救出作戦時に機動隊員が使用する。しかし再装填に時間がかかるので、ガス筒ほど使用されなかった。
高圧放水銃
市民の初期救出作戦時に機動隊員が使用する。しかし配備数が少ないので、ガス筒ほど使用されなかった。
拳銃
レガリス襲撃の初期に、八幡美津夫巡査部長が使用した。本作の舞台が2005年とされているため、ニューナンブM60またはS&W M37と思われるが、本文内では「38口径」「装弾数5発」としか表記されていない。
また、同じくレガリス襲撃の初期に、米軍横須賀基地ゲートを警備していた日本人の雇われ警備員がオートマチック式の拳銃を使用する。こちらは米軍からの貸与品であり、八幡巡査部長が使用したものとは種類が異なる。
狙撃銃
SAT狙撃班が電気柵を突破したレガリスの制圧に使用。詳細な種類は書かれていないが「レミントン」の表記がある。

## 書籍情報
- 単行本（メディアワークス、2005年、ISBN 978-4840230926）
- 文庫版（角川文庫、角川書店、2009年 ISBN 978-4043898022）

文庫版には、番外編『海の底 前夜祭』と大森望による解説が収録されている。

## 『海の底』を引用したメディアなど
継母の連れ子が元カノだった （AT-X、TOKYO MX、BS日テレ、毎日放送、BSフジ）
第1話「元カップルは呼びたくない「そういうところが......！」」で、リビングで伊理戸水斗が本を読む描写があり、「有川浩」も明記されている。同様にテーブル上にあるとして出た小松左京の『日本沈没』とも エンディングクレジットには書かれていない。